# Olallamys edax
Olallamys edax är en däggdjursart som först beskrevs av Thomas 1916.  Olallamys edax ingår i släktet Olallamys och familjen lansråttor. IUCN kategoriserar arten globalt som otillräckligt studerad. Inga underarter finns listade i Catalogue of Life.
Denna gnagare förekommer i Venezuelas bergstrakter. Arten vistas i regioner som ligger cirka 2000 meter över havet. Habitatet utgörs av landskap med bambu som undervegetation. Individerna är aktiva på natten och klättrar i växtligheten.